# 타호호

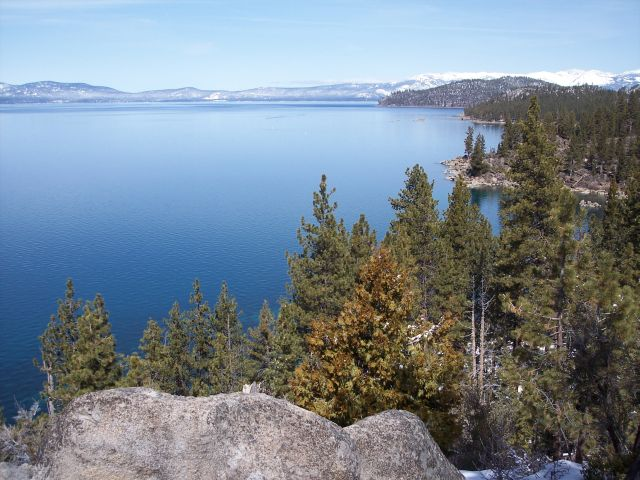
호수 동안에서 내려다본 광경

타호 호(Lake Tahoe)는 미국 시에라네바다산맥에 위치한 대형 담수호이다. 캘리포니아와 네바다의 경계선, 즉 네바다 주도인 카슨시티 서쪽에 위치하고 있다. 최대수심은 501미터로 미국에서 두 번째로 깊은 호수이다.
주변에는 스키장을 비롯한 관광시설이 있고 이 지역의 주요 수입원이 되고 있다.
물이 맑기로도 유명한데, 한때 수심 31미터까지 내려다 볼 수 있었다고 한다. 하지만 이제는 수질오염으로 21미터까지로 가시범위가 줄었다. 쉐보레 타호의 차명이 이 호수에서 유래하였다.
표면적은 490km2인데 이 중 41%는 행정구역 상으로 플레이서군, 29%는 엘도라도군, 13%는 더글러스군, 11%는 와슈군, 6%는 카슨시티에 속한다.

## 같이 보기
- 모노호